# Vargsången
Vargsången är en barnsång med text skriven av Astrid Lindgren och med musik av Björn Isfält. Den publicerades 1991 i Hujedamej och andra visor av Astrid Lindgren. I filmen Ronja Rövardotter från 1984 sjunger Ronjas mamma Lovis (Lena Nyman) sången för Ronja när hon skall sova.

## Publicerad i
- Hujedamej och andra visor av Astrid Lindgren, 1991
- Barnens svenska sångbok, 1999, under rubriken "Sånger för småfolk".

## Inspelningar
En tidig inspelning gjordes av Lisa Staaf-Rydén, vilken gavs ut på skiva 1990.